# Женская сборная Шотландии по волейболу
Женская национальная сборная Шотландии по волейболу (англ. Scotland women's national volleyball team) — представляет Шотландию на международных соревнованиях по волейболу. Управляющей организацией выступает Шотландская ассоциация волейбола (англ. Scottish volleyball association — SVA).

## История
Шотландская ассоциация волейбола была организована в 1968 году путём выхода шотландских волейбольных организаций из под юрисдикции ассоциации English Volleyball и через два года вступила в ФИВБ.
На официальную международную арену женская волейбольная сборная Шотландии вышла только в 2004 году, когда впервые приняла участие в чемпионате малых стран Европы. Уверенно пройдя квалификацию, в финальном турнире шотландские волейболистки выиграли лишь один матч из четырёх и заняли итоговое 4-е место. В последующем национальная команда Шотландии регулярно участвовала в подобных соревнованиях, но только в 2013 ей впервые удалось войти в число призёров, завоевав бронзовые медали. Через два года шотландки вновь выиграли медали в этих соревнованиях — теперь уже серебряные, уступив лишь сборной Кипра.
В 2022 году сборная Шотландии впервые стала победителем чемпионата малых стран, а в 2024 и 2025 повторила свой успех.  
В целях подготовки к Олимпиаде-2012 в Лондоне в 2006 году была сформирована сборная Великобритании, в которую вошли сильнейшие волейболистки Англии и Шотландии. Правда представительство шотландского волейбола в объединённой британской команде было минимальным. В волейбольном турнире лондонской Олимпиады в составе сборной Великобритании было лишь две шотландки — Линн Битти и Джоанн Морган.
Кроме чемпионата малых стран Европы, трижды сборная Шотландии принимала участие в отборочных турнирах чемпионатов мира, но каждый раз выбывала из соревнований уже на первой групповой стадии.

## Результаты выступлений и составы

### Чемпионаты мира
Сборная Шотландии принимала участие только в трёх квалификационных турнирах чемпионатов мира .
- 2006 — не квалифицировалась
- 2014 — не квалифицировалась
- 2018 — не квалифицировалась

- 2006 (квалификация): Элен Кравчик, Пола Скотт, Дженнифер Том, Джиллиан Лайол, Линн Битти, Файона Лоури, Дебора Крэг, Дайан Хильдебранд, Аннека Хастингс, Джиллиан Иди, Дженнифер Эллис, Шона Маллин. Тренер — Винс Кравчик.
- 2014 (квалификация): Линси Бантен, Лора Макриди, Джоанн Морган, Кэй Уитли, Александра Дикенсон, Дженнифер Том, Линн Битти, Аннека Хастингс, Кэтрин Смай, Кэтлин МакЮин, Наоми Симмондс, Элен Кравчик. Тренер — Крэг Фэлл.
- 2018 (квалификация): Джоанн Морган, Лора Макриди, Клэр Рэмейдж, Карли Маккинлей, Мхэри Агню, Дженнифер Том, Прия Кор-Джилл, Кэтрин Смай, Наоми Симмондс, Кэтрин Барбур, Кёрсти Маклин, Клэр Пенни. Тренер — Мелисса Куттс.

### Чемпионаты малых стран Европы
В чемпионатах 1990—2002 сборная Шотландии участия не принимала.
- 2004 — 4-е место
- 2007 — 5-е место
- 2009 — не квалифицировалась
- 2011 — не квалифицировалась
- 2013 —  3-е место
- 2015 —  2-е место
- 2017 — 4-е место
- 2019 —  2-е место
- 2022 —  1-е место
- 2023 —  2-е место
- 2024 —  1-е место
- 2025 —  1-е место

- 2004: Линн Битти, Карри-Энн Кэйрнс, Дебора Крэг, Кей Крэг, Джиллиан Иди, Дженнифер Эллис, Сандра Грабб, Файона Лоури, Джиллиан Лайэлл, Линда Митчелл, Шона Маллин, Лесли Робб, Пола Скотт, Дженнифер Том.
- 2007: Линн Битти, Карен-Линда Блэк, Дебора Крэг, Аннека Хастингс, Элен Кравчик, Джоанн Морган, Энн Морриш, Шона Маллин, Пола Скотт, Дженнифер Том, Файона Уэлш.
- 2013: Линси Бантен, Лора Макриди, Джоанн Морган, Кэй Уитли, Александра Дикенсон, Дженнифер Том, Линн Битти, Аннека Хастингс, Кэтрин Смай, Кэтлин МакЮин, Наоми Симмондс, Элен Кравчик. Тренер — Крэг Фэлл.
- 2015: Линси Бантен, Лора Макриди, Джоанн Морган, Карли Маккинлей, Александра Дикенсон, Дженнифер Том, Кёрсти Маклин, Кэтрин Смай, Линн Битти, Мхэри Агню, Мелисса Куттс, Кэтрин Барбур. Тренер — Крэг Фэлл.
- 2019: Мхэри Агню, Николь Рэмейдж, Хлоэ Резерфорд, Карли Маррей, Рэчел Моррисон, Лора Макриди, Эмма Уэлди, Саманта Фоулер, Элен Кравчик, Шона Фрэзер, Кэтрин Барбур, Рэвин Гилл. Тренер — Винс Кравчик.
- 2022: Мхэри Агню, Эллен Ранклин, Джессика Джиллис, Карли Маррей, Рэчел Моррисон, Лора Макриди, Дженнифер Ли, Эмма Уэлди, Каролина Врублевская, Лора Бэйли, Шона Фрэзер, Кэтрин Барбур, Линси Бантон. Тренер — Винс Кравчик.
- 2024: Джессика Бёрнс, Эллен Рэнклин, Алексис Краси, Карли Маррей, Каролина Вроблевска, Лора Макриди, Эми-Мирейлья Муньос, Эмма Уэлди, Анна Ричардсон, Рэвин Джилл, Шона Фрэзер, Лиза Уэлди, Саманта Фоулер. Тренер — Дэниэл Трейлор.

## Состав
Сборная Шотландии в чемпионате малых стран Европы 2024.
| №  | Имя, фамилия        | Год рождения | Рост | Амплуа      | Клуб                |
| -- | ------------------- | ------------ | ---- | ----------- | ------------------- |
| 1  | Джессика Бёрнс      |              |      | связующая   | «Сити оф Эдинбург»  |
| 2  | Эллен Рэнклин       | 2002         |      | нападающая  | «Сити оф Эдинбург»  |
| 3  | Алексис Краси       |              | 186  | нападающая  | «Эдинбург Джетс»    |
| 4  | Карли Маррей        | 1987         | 175  | центральная | «Су Рагацци» Глазго |
| 5  | Каролина Вроблевска | 2002         |      | нападающая  | «Глазго Юнивёрсити» |
| 6  | Лора Макриди        | 1987         | 169  | нападающая  | «Су Рагацци» Глазго |
| 7  | Эми Мирейлья Муньос |              |      | нападающая  | «Сити оф Эдинбург»  |
| 8  | Эмма Уэлди          | 2000         | 178  | связующая   | «Сити оф Эдинбург»  |
| 9  | Анна Ричардсон      |              |      | нападающая  | «Сити оф Эдинбург»  |
| 10 | Рэвин Джилл         | 1998         | 157  | либеро      | «Су Рагацци» Глазго |
| 11 | Шона Фрэзер         | 1999         | 180  | нападающая  | «Абердин»           |
| 12 | Лиза Уэлди          | 2003         |      | либеро      | «Сити оф Эдинбург»  |
| 14 | Саманта Фоулер      | 1988         |      | центральная | «Су Рагацци» Глазго |

- Главный тренер — Дэниэл Трейлор.
- Тренер — Фиона Уэлш